# Irving Fisher
Irving Fisher (27 tháng 2 năm 1867 tại Saugerties, New York – 29 tháng 4 năm 1947 tại New York) là một nhà kinh tế học Hoa Kỳ. Một số khái niệm kinh tế học được mang tên ông, bao gồm hiệu ứng Fisher, giả thuyết Fisher và định lý tách Fisher. Ông được coi là ông tổ của học thuyết tiền tệ.

## Đóng góp
- Đóng góp của ông vào lý thuyết Walras về giá bình quân trong năm 1892
- Đóng góp nổi tiếng của ông là hồi phục lại của thuyết số lượng tiền tệ (1911, 1932, 1935)
- Giới thiệu một lý luận gần giống lý luận Đường cong Phillips sau này (1926)
- Fisher cho rằng nhân tố chủ chốt gây ra Đại khủng hoảng là tín dụng dễ dãi dẫn đến sự nợ nần quá đáng, gây ra nạn đầu cơ và các bong bóng tài sản, và khi bong bóng vỡ dẫn đến tài sản giảm giá trị, đói tín dụng, ảnh hưởng đến các ngành sản xuất, dẫn đến giảm phát.
- Trong những năm 1920, Irving Fisher đã chỉ ra mối quan hệ nghịch giữa tỉ lệ lạm phát và tỷ lệ thất nghiệp, tức là tỉ lệ lạm phát giảm xuống thì tỉ lệ thất nghiệp sẽ tăng lên và ngược lại.

## Tác phẩm
- Đánh giá về thuế quan - 1907.

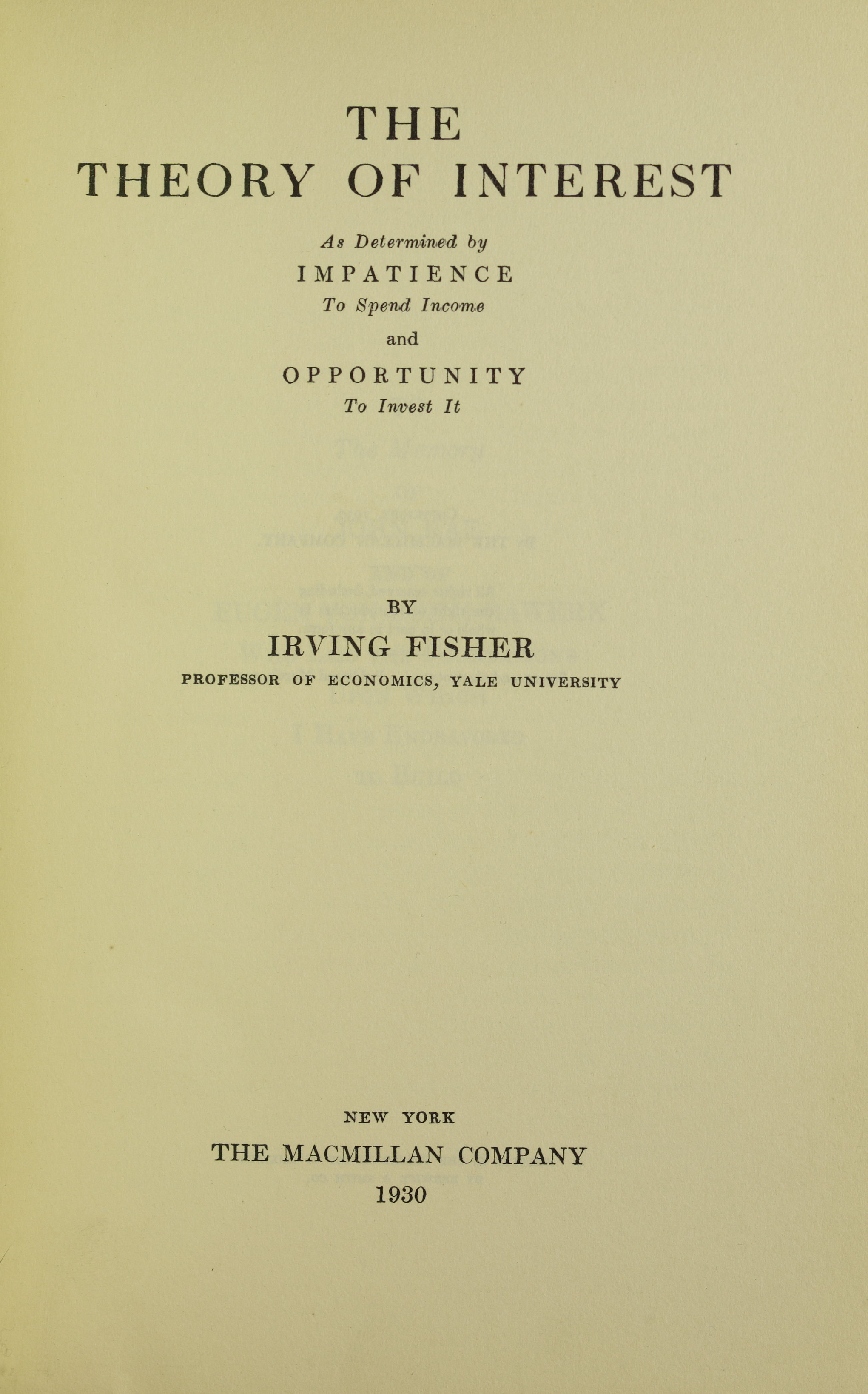
Theory of interest as determined by impatience to spend income and opportunity to invest it, 1930

- Các giao dịch của ngang giá, 1896-1910 - 1911.
- Sức mua của đồng tiền (The Purchasing Power of Money): Những quyết tâm và liên quan đến tín dụng, lãi suất và crises - 1911.
- Kinh tế trong dịch vụ Công cộng - 1919.
- Ổn định Dollar - 1919,
- Xem xét các Đề xuất để ổn định của đơn vị tiền: lời đáp lại - 1919.
- Dollar ổn định - 1920.
- Các thống kê mối quan hệ giữa tiền lương và giá thay đổi - 1926.
- Lạm phát - 1933.

## Nhận định về ông
- Theo ông Robert Dimand, nhà kinh tế học của trường Đại học Brock ở Canada thì "Nếu Fisher còn sống đến ngày nay ông ta sẽ nói cho chúng ta biết rằng chúng ta cần phải tránh thiểu phát và phải lo ngại về mức nợ nội bộ đó". " Điều lý tưởng nhất là chúng ta có thể tránh được những tính huống đó nhưng thực chất chúng ta đang ở trong tình huống đó rồi" [liên kết hỏng]
- John Maynard Keynes thừa nhận Fisher là ông tổ của học thuyết tiền tệ của mình.[liên kết hỏng]